# Unkei (krater)
Unkei är en nedslagskrater på planeten Merkurius, med en diameter på ungefär 121 kilometer.
1976 uppkallades kratern efter den japanske skulptören Unkei.